# Gyrosorium africanum
Gyrosorium africanum là một loài thực vật có mạch trong họ Polypodiaceae. Loài này được (Kunze) C. Presl miêu tả khoa học đầu tiên.